# Antoinette Spaak
Antoinette Spaak (n. 27 iunie 1928, Etterbeek, Comunitatea Francofonă din Belgia⁠(d), Belgia – d. 28 august 2020, Elsene, Comunitatea Francofonă din Belgia⁠(d), Belgia) a fost o politiciană belgiană, membră a Parlamentului European în perioada 1994-1999 din partea Belgiei.